# Melanie Oudin
Melanie Oudin (født 23. september 1991 i Marietta, Georgia, USA) er en professionel tennisspiller fra USA.